# Belin (Covasna)
Belin (veraltet Belini; deutsch Blumendorf, ungarisch Bölön) ist eine Gemeinde im Kreis Covasna in der Region Siebenbürgen in Rumänien.
Der Ort Belin ist auch unter den ungarischen Bezeichnungen Kisbölön, Középbölön und Nagybölön, der deutsch veralteten Bezeichnung Böllen und der siebenbürgisch-sächsischen Bleimenderf bekannt.

## Geographische Lage

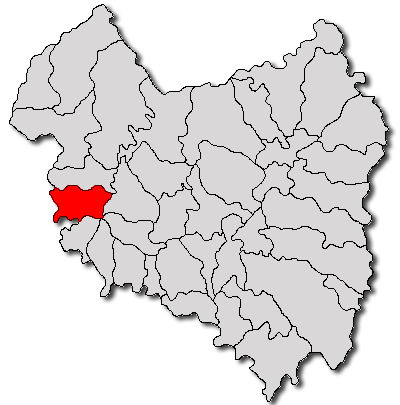
Lage der Gemeinde Belin im Kreis Covasna

Die Gemeinde Belin liegt östlich des Siebenbürgischen Beckens (Podișul Transilvaniei) in den Westausläufern der Baraolter Berge im sogenannten Szeklerland. Im Westen des Kreises Covasna am Bach Belinul Mare – ein rechter Nebenfluss des Olt (Alt) – und der Kreisstraße (Drum județean) DJ 103E, befindet sich der Ort Belin 20 Kilometer südlich von der Kleinstadt Baraolt und etwa 35 Kilometer nordwestlich von Kreishauptstadt Sfântu Gheorghe (Sankt Georgen) entfernt.
Der Bahnhof in Apața (Geist) an der Bahnstrecke Teiuș–Brașov befindet sich sechs Kilometer auf der gegenüberliegenden Seite des Flusses Olt von Belin entfernt.

## Geschichte
Der mehrheitlich von Szeklern bewohnte Ort Belin wurde erstmals 1334 urkundlich erwähnt.
Zahlreiche archäologische Funde wurden auf dem Areal des Gemeindezentrums, von den Einheimischen Umbra luncii (ungarisch Lügetárnyék) genannt, der Spätbronzezeit zugeordnet und befinden sich in dem seit 1875 gegründeten Muzeul Național Secuiesc (Szekler National Museum) der Kreishauptstadt Sfântu Gheorghe.
Zur Zeit des Königreichs Ungarn gehörte die heutige Gemeinde dem Stuhlbezirk Miklósvár in der Gespanschaft Háromszék (rumänisch Comitatul Trei-Scaune), in der Nagyajta Verwaltungssitz war. Anschließend gehörte diese dem historischen Kreis Trei-Scaune (zu Deutsch Drei Stühle) und ab 1950 dem heutigen Kreis Covasna an.

## Bevölkerung
Die Bevölkerung in der Gemeinde Belin entwickelte sich wie folgt:
| 1850 | 2.227 | 562   | 1.522 | - | 143                |
| 1941 | 2.726 | 23    | 2.437 | 1 | 265                |
| 1977 | 2.594 | 695   | 1.627 | 1 | 271                |
| 2002 | 2.643 | 1.043 | 1.049 | 2 | 504                |
| 2011 | 2.859 | 391   | 1.024 | - | 1.444              |
| 2021 | 3.181 | 931   | 869   | 2 | 1.379 (1.240 Roma) |

Seit 1850 wurde auf dem Gebiet der Gemeinde Belin die höchste Einwohnerzahl 2011 ermittelt. Die höchste Anzahl der Magyaren (2.437) wurde 1941, die der Rumänen (1.177) 1992, der Roma (1.306) 2011; Rumäniendeutsche wurden des Öfteren je zwei registriert.

## Sehenswürdigkeiten
- Im Gemeindezentrum die orthodoxe Kirche Adormirea Maicii Domnului, 1776 errichtet,[7] steht unter Denkmalschutz.[8]
- Die unitarische Kirchenburg im 16. Jahrhundert und deren Kirche von 1893 bis 1895 errichtet,[9] stehen unter Denkmalschutz.[8]
- Die reformierte Kirche[10] 1770 und deren Glockenturm 1911 errichtet, stehen unter Denkmalschutz.[8]
- Laut Angaben des Verzeichnisses historischer Denkmäler des Ministeriums für Kultur und nationales Erbe (Ministerul Culturii și Patrimoniului Național) stehen die Wohnhäuser bei Nr. 537 im 18. Jahrhundert, Nr. 579 1868 errichtet, Nr. 580 1885 errichtet und Nr. 524 im 19. Jahrhundert errichtet, stehen unter Denkmalschutz.[8]

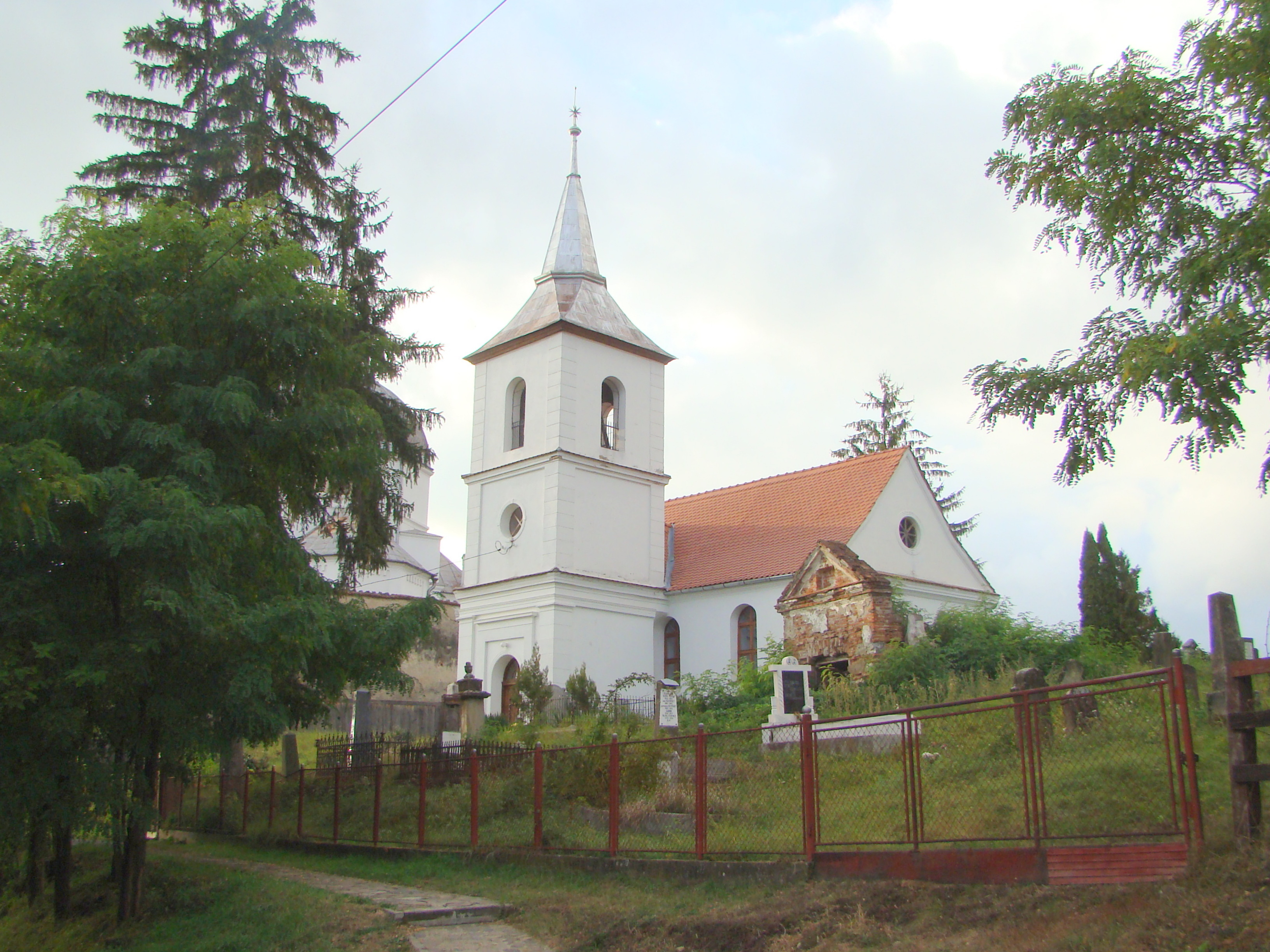
Reformierte Kirche in Belin
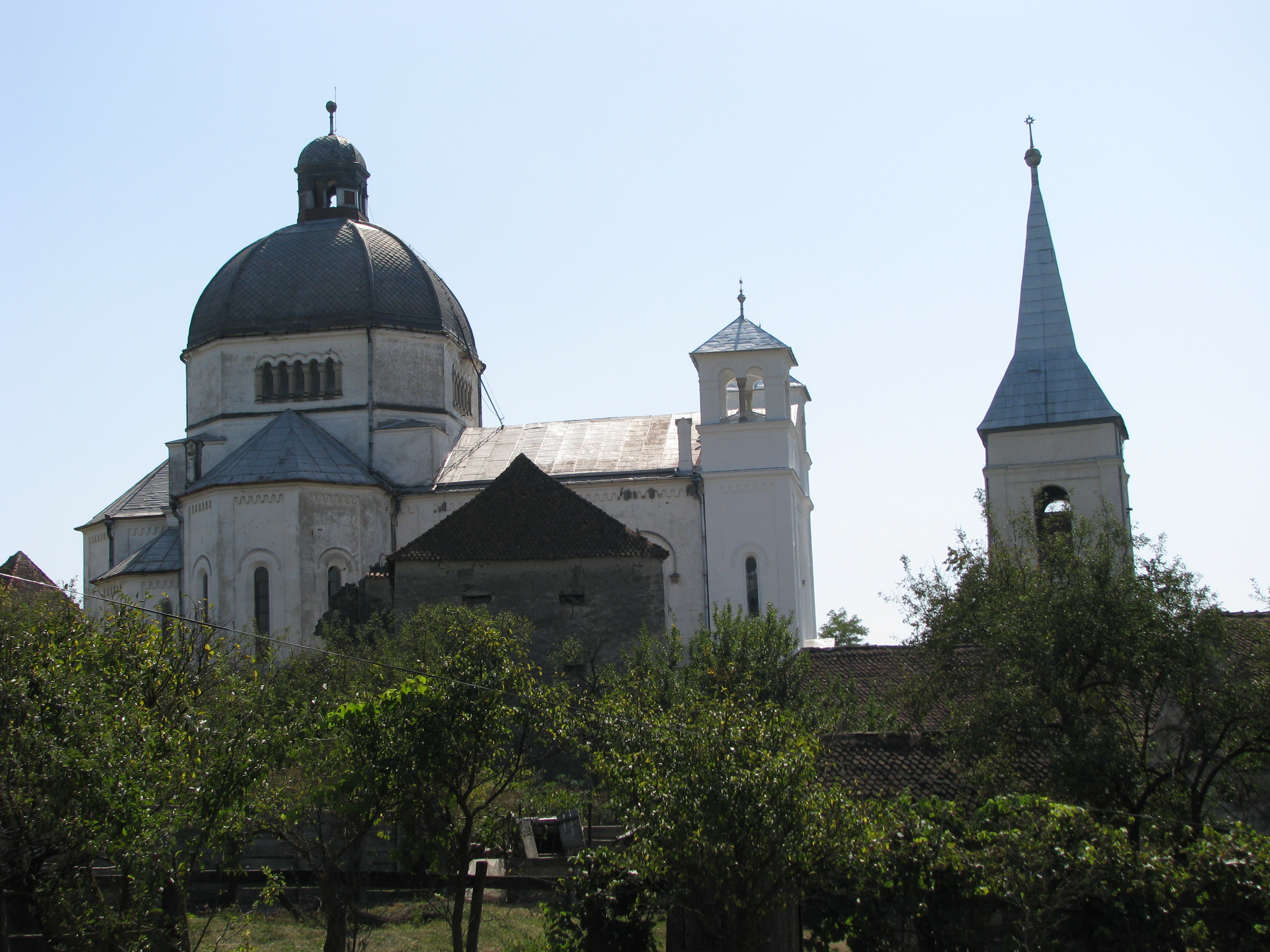
Unitarische Kirchenburg in Belin
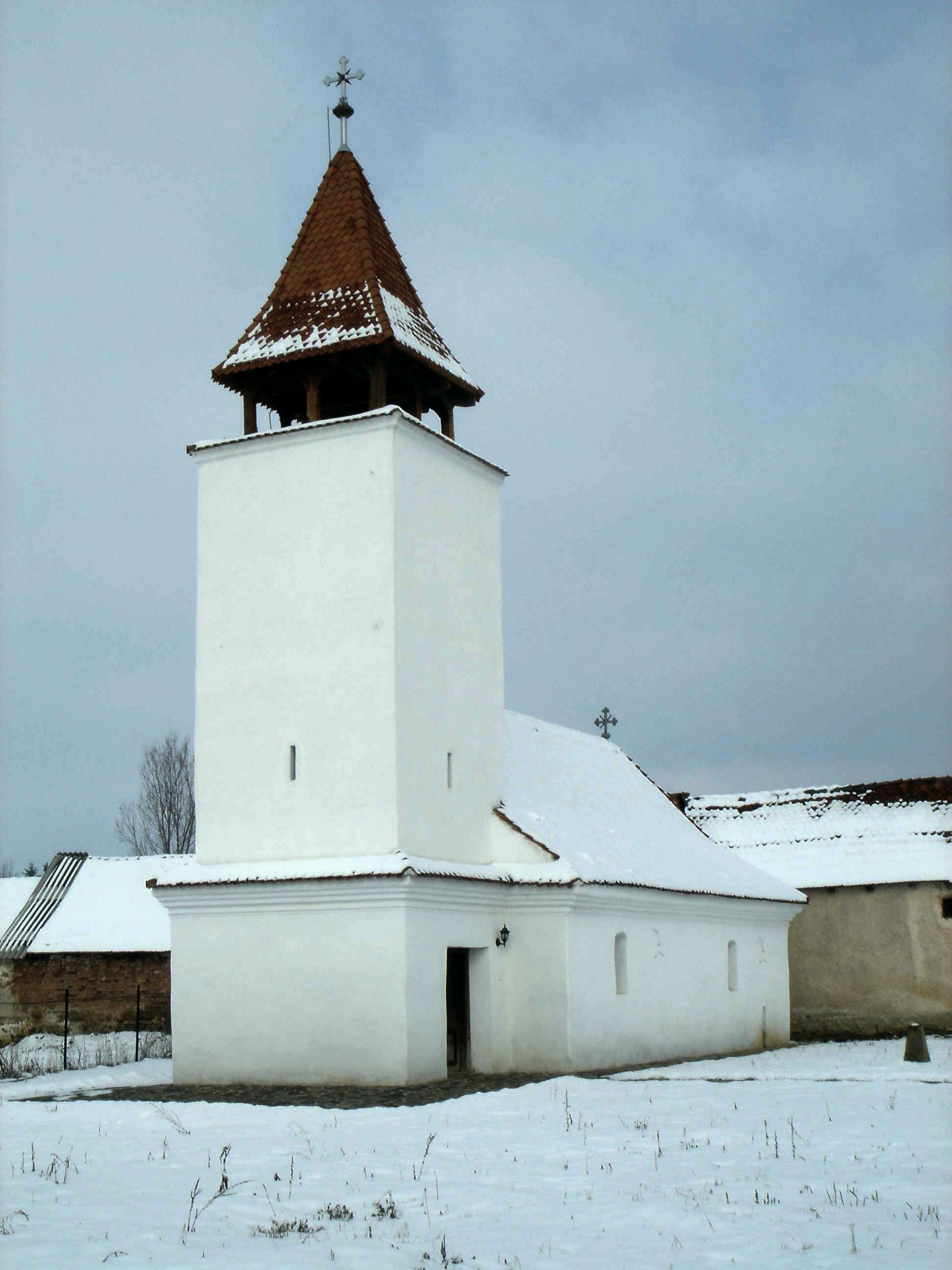
Orthodoxe Kirche in Belin

## Persönlichkeiten
- Sándor Farkas Bölöni (1795–1842), war Schriftsteller und Mitglied der Ungarischen Akademie der Wissenschaften.[11]